# Wendell Brunious

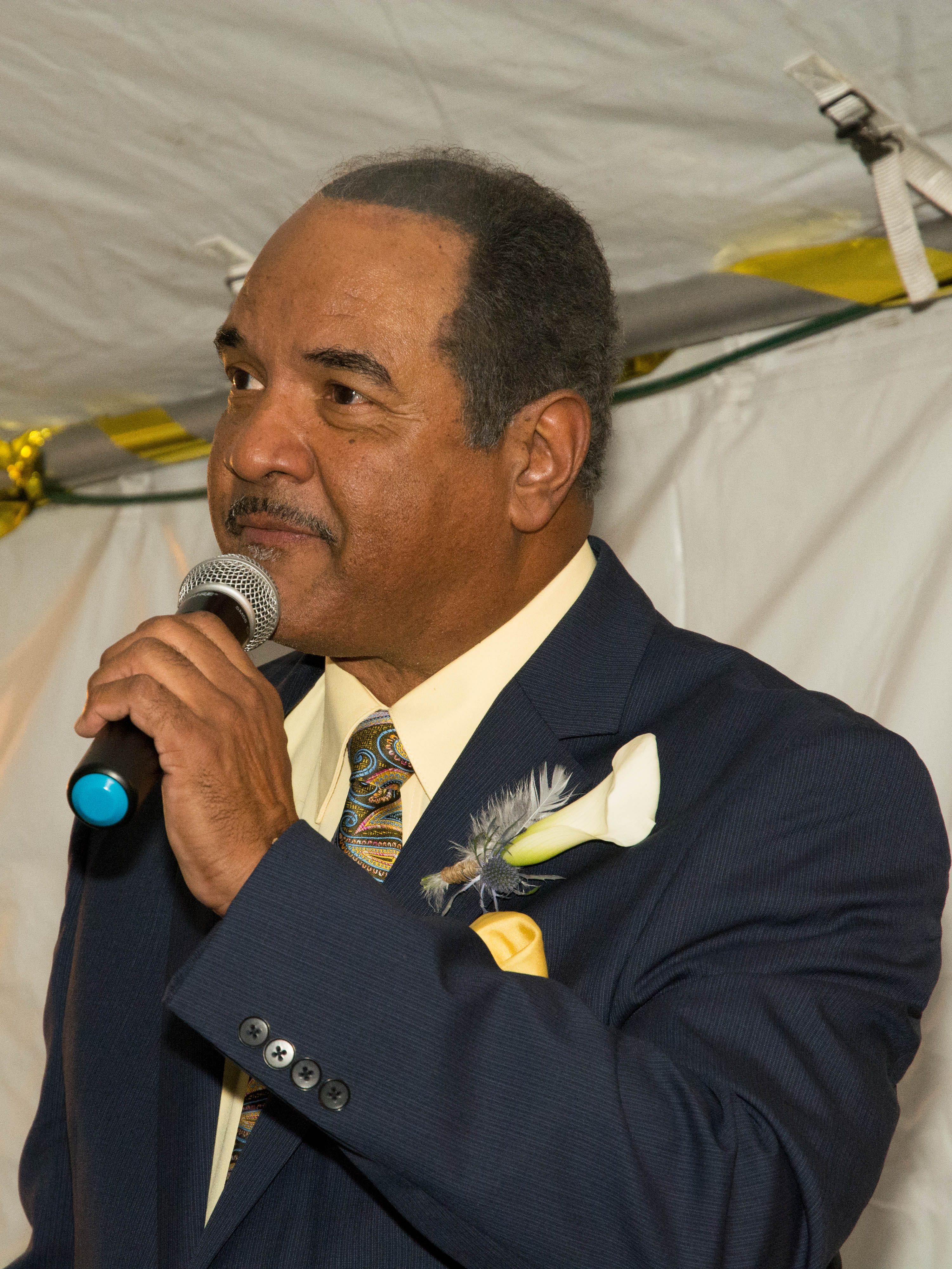
Wendell Brunious (2016)

Wendell Brunious (* 27. Oktober 1954 in New Orleans) ist ein amerikanischer Jazzmusiker (Trompete, auch Gesang) und Bandleader.

## Leben und Wirken
Brunious stammt aus einer Musikerfamilie: Seine Eltern sind der Trompeter John „Picket“ Brunious Sr. und Nazimova „Chinee“ Santiago, eine Nichte des Gitarristen Willie Santiago. Im Alter von elf Jahren begann er mit dem Trompetenspiel; früh spielte er in der Olympia Brass Band unter der Leitung seines Cousins Harold Dejan. Nachdem er am Delgado College einen Associate Degree in Wirtschaft erworben hatte, absolvierte er an der Southern University den Bachelorstudiengang als Musiker.
Brunious, der in New Orleans blieb, spielte in den frühen 1970er Jahren in den Clubs der Bourbon Street. 1976 vertrat er seinen Vater erstmals in Albert Papa Frenchs Band beim Mardi Gras. 1979 spielte er regelmäßig in der Preservation Hall unter der Leitung von Kid Thomas Valentine. Weiterhin gehörte er zur Eureka Brass Band (1980) und begleitete Lionel Hampton (1981), Linda Hopkins (1984) Sammy Rimington (1984) sowie Louis Nelson (1986–89). Mitte der 1990er Jahre begann er zudem, mit dem Banjospieler Don Vappie zusammenzuarbeiten. 1996 trat er in der Big Band von Bob Wilber auf, mit der er in der Videodokumentation Bob Wilber Big Band: Bufadora Blow-up zu sehen war.
1986 legte Brunious sein Debütalbum In the Tradition vor, der weitere Alben folgten (1991 auch als Co-Leader mit Chris Barber). Ab 1987 leitete er bis in die 2010er Jahre die Preservation Hall Band. Er nahm auch mit der norwegischen Caledonia Jazzband und mit Michael White auf.

## Diskographische Hinweise
- In the Tradition (GHB/Enja, 1986; mit Louis Nelson, Sammy Rimington, Jeanette Kimball, Frank Fields, Barry Martyn)
- Chris Barber & Wendell Brunious: Panama! (Timeless Records 1991)
- We’ll Meet Again (MasterDigital 1996)
- Wendell Brunious, The New Orleans All Stars: Down in Honky Tonk Town (1996)
- Wendell Brunious, The New Orleans Roof Jazzmen: Mama Don’t Allow It (GHB, 2003)
- Wendell Brunious & Sammy Rimington: New Orleans Reunion (GHB, 2009)